# 让·博塞茹尔
让·博塞茹尔（西班牙語：Jean Beausejour，1984年6月1日—），智利足球运动员，现效力于智利甲組足球聯賽智利大學，曾代表智利国家足球队参加过2010年南非世界杯、2014年巴西世界杯。